# Manuel Berón
Manuel Berón, cuyo nombre completo era Adolfo Manuel Berón,  fue un bailarín, cantor, guitarrista, poeta, compositor y domador de caballos nacido en Argentina, recordado por sus creaciones en el género del folclore y por sus cinco hijos, Elba, Rosa, José, Adolfo y Raúl, dedicados al canto.

## Antecedentes personales
Proveniente de la provincia de Entre Ríos donde había desarrollado tareas campestres que incluyeron la doma de caballos, se radicó en la ciudad de Zárate en la provincia de Buenos Aires donde además de dedicarse a la doma también escribió versos, cantaba y tocaba la guitarra. En un campo ubicado en el paraje La Pesquería, en el partido de Zárate donde trabajaba, conoció a Antonia Iglesias, una adolescente hija de inmigrantes gallegos provenientes de Santa Eulalia de Bóveda una pequeña aldea ubicada a unos 15 kilómetros de la ciudad de Lugo donde se encuentran los restos de un antiguo templo romano dedicado a la diosa Cibeles. Manuel y Antonia, que junto a sus hermanos y hermanas colaboraba con sus padres que eran mayordomos de la estancia, se enamoraron y en 1913 se casaron. Fueron a vivir en una casa ubicada en Villa Massoni, de la ciudad de Zárate, que Manuel Adolfo compró con sus ahorros y la ayuda de los padres de Antonia.
El matrimonio tuvo cinco hijos, tres nacidos en Zárate –Adolfo Manuel en 1915, Raúl en 1920 y Rosa en 1923,  José en 1918 durante una estadía transitoria en Buenos Aires y Elba en 1927 también en esta ciudad pero cuando ya estaban asentados en forma definitiva en ella. Los hermanos varones crecieron en Zárate, asistieron a la escuela primaria del barrio y fueron incorporando a sus vidas el canto, la música y las danzas criollas inculcadas por su padre.

## Actividad artística
Hacia 1918 el matrimonio estuvo viviendo en forma transitoria en Buenos Aires porque Manuel estuvo trabajando en un espectáculo de música, canto y danzas folklóricas junto a Buenaventura Luna en el Teatro Apolo. Más adelante, Don Manuel consideró que para progresar en la carrera artística era imprescindible actuar con continuidad en los escenarios de Buenos Aires así como en la cada vez más extendida radiofonía, por lo que a comienzos de 1924 se trasladaron a ella en forma definitiva y allí organizó más adelante un conjunto folklórico que bautizó “Los Provincianitos”, al que se fueron sumando sus hijos a medida que iban creciendo y que actuó por las emisoras Radio del Pueblo, Radio París, Radio Stentor y Radio Belgrano.
A partir de 1946 sus hijas Elba y Rosa formaron el dúo “Las Hermanas Berón” y en algunas de las canciones que grabaron para la discográfica RCA Victor fueron acompañadas por el conjunto de guitarras conducido por su padre.

## Labor como compositor
Artistas de la importancia de Aníbal Troilo, Abel Fleury, Buenaventura Luna, Martha de los Ríos, Nelly Omar y Oscar del Cerro tuvieron en su repertorio canciones de Manuel Berón en tanto versos criollos de su autoría fueron recitados, entre otros, por Fernando Ochoa, Oscar Casco, Pedro Maratea, Enrique Muiño, Sara Prósperi y Elena Lucena.
Entre las obras de su autoría se encuentran Acércate hija mía, en colaboración con Vicente Demarco y Nicolás Severo Gilardi; Beroneando; Cachirliando en colaboración con Enrique Uzal, Como el coyuyo en colaboración con Andrés Gregorio Chinarro; Marcado está mi destino y Pa que chamuyen, 